# The King
|  | Per a altres significats, vegeu «The King: Eternal Monarch». |

The King és una pel·lícula èpica històrica de guerra basada en obres de teatre d'Henriad de William Shakespeare. Fou dirigida per David Michôd, que la produí juntament amb Brad Pitt, Dede Gardner, Jeremy Kleiner, Liz Watts i Joel Edgerton, seguint el guió escrit per Michôd i Edgerton.
El repartiment l'encapçala Timothée Chalamet com a Enric, príncep de Gal·les, i també inclou Robert Pattinson, Ben Mendelsohn, Joel Edgerton, Sean Harris, Dean-Charles Chapman i Lily-Rose Depp en papers secundaris i Mendelsohn com a rei Enric IV. La pel·lícula se centra en l'ascens d'Enric V al tron després de la mort del seu pare on ha de navegar les polítiques del palau, la guerra que li llegà el seu pare i les emocions de la seva vida anterior.
The King s'estrenà al Festival de Venècia el 2 de setembre de 2019 i s'estrenà directament a Netflix, que és una de les productores de la pel·lícula, l'11 d'octubre de 2019 als Estats Units. La pel·lícula va rebre crítiques neutral o positives i el públic, que van lloar l'actuació de Chalamet així com les de Pattinson, Mendelsohn i la resta del repartiment

## Argument

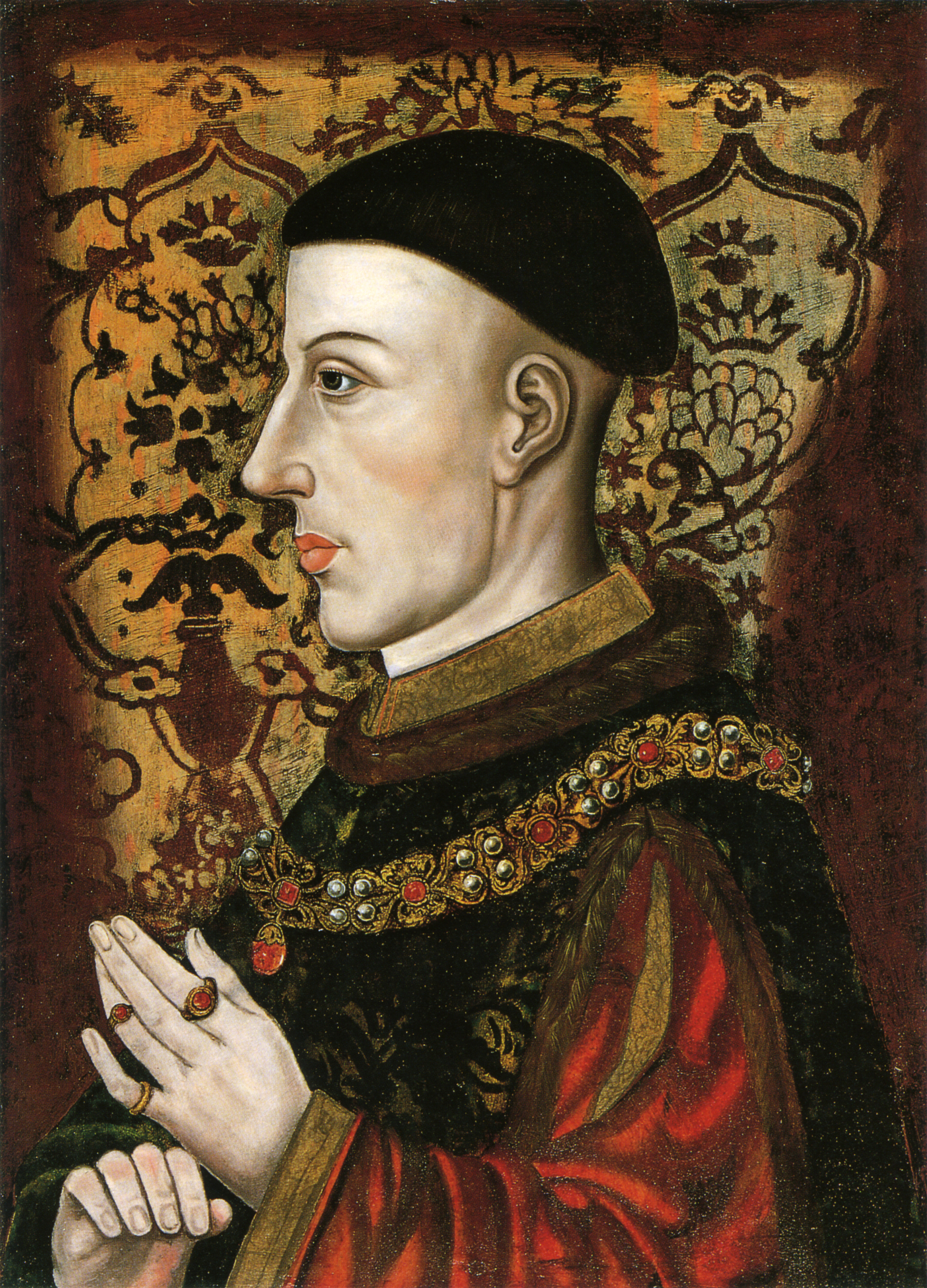
Retrat del rei Enric V d'Anglaterra

Enric, príncep de Gal·les (anomenat “Hal” pels seus amics íntims), és el fill gran i dropo del rei Enric IV d'Anglaterra, amb qui té una relació emocionalment distant. Hal no està interessant en les polítiques de guerra del seu pare ni en succeir-lo i es passa els dies bevent, anant al bordell i fent broma amb el seu company John Falstaff a Eastcheap. El seu pare el convoca i l'informa que serà el germà petit de Hal, Thomas, qui heretarà el tron. Thomas és enviat a sufocar la rebel·lió de Hotspur però l'eclipsa l'arribada de Hal, que es bat en un combat amb Hotspur. La baralla d'espases esdevé una lluita a cops de puny i Hal assassina Hotspur amb una navalla. Malgrat que això decideix la batalla i evita més conflicte, Thomas es queixa que Hal li ha furtat tota la glòria. Al cap de poc, Thomas mor en una batalla a Gal·les.
Enric IV mor al llit amb en Hal present i en Hal és coronat rei Enric V d'Anglaterra. En Hal està determinat a no ser com el seu pare i tria la pau i reconciliació amb els adversaris del seu pare, malgrat que es vegi com una debilitat. Al banquet de coronació, en Hal rep una pilota com a regal de coronació del Delfí de França, que és vista com un regal insultant. Tanmateix, en Hal s'estima més veure'l positivament com a metàfora de la seva joventut essent coronada. La seva germana Felipa, ara reina de Dinamarca, l'adverteix que els nobles de tant se val quin país tenen els seus propis interessos en ment i que mai manifesten les seves intencions completament.
En Hal interroga l'assassí captiu, que diu haver sigut enviat pel rei Carles VI de França per a assassinar-lo. Agents francesos es posen en contacte amb els nobles anglesos Cambridge i Grey amb la intenció d'induir-los a la causa francesa. Llur confiança en el nou rei hesita i en parlen amb el jutge president d'en Hal, William Gascoigne. Gascoigne aconsella en Hal que cal fer una demostració de força per tal d'unir Anglaterra. Per demostrar la seva competència, en Hal declara la guerra a França i fa decapitar en Cambridge i en Grey. Nomena en Falstaff estratega militar en cap, bo i dient que és l'únic home en qui confia realment.
L'exèrcit anglès salpa cap a França, amb en Hal al capdavant i en Falstaff d'agutzil. Després del setge d'Harfleur, continuen la campanya però els segueix el Delfí, que intenta provocar en Hal més d'un cop. L'avançada anglesa descobreix que s'ha reunit un vast exèrcit francès per enfrontar-se'ls. En Dorset recomana a en Hal que es batin en retirada per la superioritat de les forces franceses però en Falstaff proposa fer que els francesos vinguin cap a ells amb un avanç fals i el camp de batalla enfangat els enfonsarà amb les seves armadures pesades i cavalls. Aleshores els arquers anglesos amb arc llarg els podran atacar i els envoltarà una força amagada al bosc del costat.
Hal es dirigeix al Delfí i li ofereix batre's en un sol combat per decidir la batalla però el Delfí s'hi nega. La batalla d'Azincourt comença amb en Falstaff insistint en liderat el fals avanç ja que el pla d'enviar homes a la mort ha sigut idea seva. El pla funciona i el gruix de les forces franceses es dirigeix contra la força d'en Falstaff i aviat es troben enfangats. En Hal lidera l'atac lateral i, encara que superats en nombre, els anglesos, amb més mobilitat, poden superar i massacrar els francesos immòbils. En Falstaff mor en l'atac. El Delfí, encara fresc i amb armadura pesant, intenta recuperar l'oferta d'un combat únic contra en Hal, cansat i amb armadura lleugera. El Delfí rellisca i cau al fang i la batalla es dona per acabada. En Hal ordena que tots els presoners francesos siguin executats per temor que es puguin reagrupar, una ordre que en Falstaff s'havia negat a complir després del setge de Harfleur.
Després de la victòria decisiva, els anglesos continuen endinsant-se a França. Hal es troba amb el rei Carles VI, que li ofereix tant la rendició com la seva filla Caterina de Valois. Hal torna a Anglaterra amb la seva flamant esposa per les celebracions. Hal va a parlar-hi a la seva cambra i ella en qüestiona les raons per invadir França. Ella nega que l'assassí francès i l'insult provinguessin del seu pare o germà i l'acomiada quan repeteix les opinions d'altri, opinions que Hal havia rebutjat anteriorment. Hal s'adona que el suposat insult francès i els actes d'agressió contra Anglaterra van ser orquestrats per Gascoigne per tal d'atraure'l a la guerra. Hal s'enfronta a Gascoigne, en confirma les sospites i un Gascoigne desvergonyit li declara que la peu només s'assoleix mitjançant la victòria. En una fúria freda, Hal el mata i va a veure na Caterina i li demana que li prometi que sempre li dirà la veritat.

## Repartiment

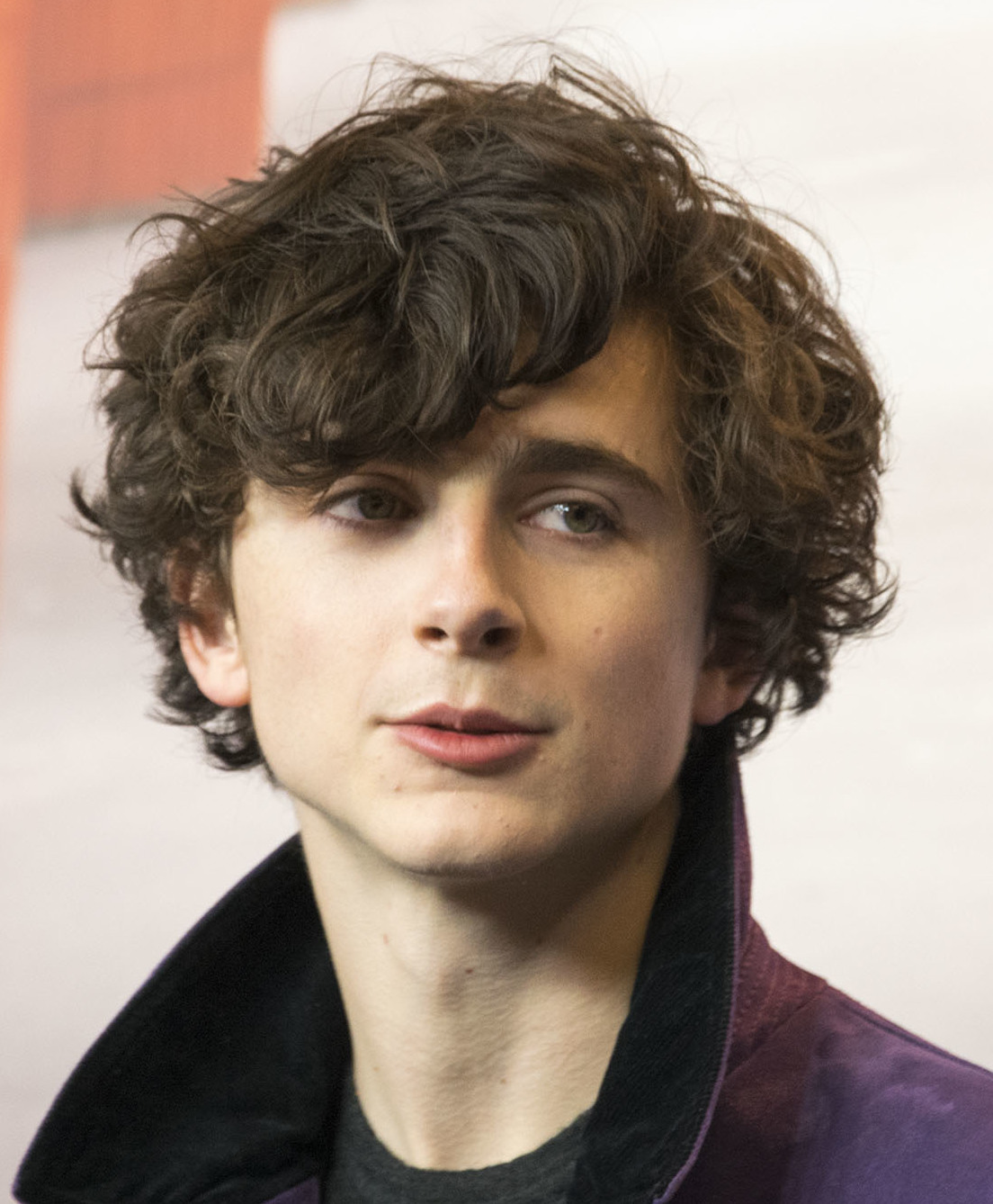
Timothée Chalamet, que interpreta el rei Enric V d'Anglaterra

- Timothée Chalamet com a rei Enric "Hal" V d'Anglaterra
- Joel Edgerton com a Sir John Falstaff
- Robert Pattinson com a Louis, el delfí de França
- Sean Harris com a jutge president Sir William Gascoigne
- Steven Elder com a Lord Dorset
- Ben Mendelsohn com a rei Enric IV d'Anglaterra
- Dean-Charles Chapman com a príncep Thomas
- Lily-Rose Depp com a Caterina de Valois
- Thomasin McKenzie com a reina Felipa de Dinamarca
- Thibault de Montalembert com a rei Carles VI de França
- Edward Ashley com a comte de Cambridge
- Stephen Fewell com a Lord Grey
- Tara Fitzgerald com a Nell Hooper
- Andrew Havill com a arquebisbe de Canterbury
- Tom Glynn-Carney com a Sir Henry "Hotspur" Percy
- Tom Fisher com a comte de Northumberland
- Tom Lawrence com a comte de Westmorland
- Ivan Kaye com a Lord Scrope